# سوخی
سوخی (به لاتین: Suchý) یک منطقهٔ مسکونی در جمهوری چک است که در ناحیه بلانسکو واقع شده‌است. سوخی ۳٫۷۸ کیلومتر مربع مساحت و ۳۹۳ نفر جمعیت دارد و ۶۶۳ متر بالاتر از سطح دریا واقع شده‌است.